# Тисячу разів на добраніч
«Тисячу разів на добраніч» (англ. A Thousand Times Good Night) — ірландсько-норвезький драматичний фільм англійською мовою 2013 року режисера Еріка Поппе з Жульєт Бінош, Ніколаєм Костер-Валдау, Марією Дойл Кеннеді, Ларрі Малленом-молодшим і Мадсом Оусдалєм у головних ролях.

## Сюжет
Ребекка (Бінош) — фотожурналіст, одержима проведенням репортажів в небезпечних зонах війн. Вона документує дії групи жінок-смертників в Афганістані. Ребекка супроводжує одну з терористок-смертниць до Кабула, де передчасний вибух бомби тяжко травмує її. Відновлюючись у своєму домі в Ірландії, вона сперечається з чоловіком Маркусом (Костер-Валдау) та дочкою Стеф (Лорін Кенні), які змушують її зробити вибір між охопленими війною територіями та сім'єю. Вона вибирає свою сім'ю.
Стеф заінтригована роботами своєї матері і зацікавлена в гуманітарній допомозі в Африці, тому Ребекка пропонує поїздку донці в табір біженців у Кенії, щоб зробити фотографії. Маркус погоджується, вважаючи, що поїздка буде безпечною. Натомість на табір нападає озброєна група, яка починає вбивати людей прямо в наметах. Ребекка посилає дочку в безпечне місце, а сама залишається в таборі, щоб задокументувати напад.

## У ролях
| Актор                  | Роль            |
| ---------------------- | --------------- |
| Жульєт Бінош           | Ребекка         |
| Ніколай Костер-Валдау  | Маркус          |
| Марія Дойл-Кеннеді     | Тереза          |
| Ларрі Маллен           | Том             |
| Мадс Оусдаль           | Стіг            |
| Лорін Кенні            | Стеф            |
| Адріанна Крамер Кертіс | Ліза            |
| Анна Леа Торсет Поппе  | подруга Стеф    |
| Хлоя Аннетт            | Джессіка        |
| Ів Маклін              | подружка Браяна |

## Створення фільму

### Виробництво
Автобіографічні елементи фільму були взяті з досвіду роботи Поппе фотожурналістом у 1980-х роках у зонах конфліктів у Центральній Америці, на Близькому Сході, в Африці та Південно-Східній Азії. Більшу частину фільму знімали в Ірландії та Марокко. Фінансування було надано Irish Film Board та Norsk Filminstitutt.
Продюсерами стрічки стали Фінн Еррум і Штейн Квай, а Джон Крістіан Розенлунд — оператором. У фільмі важливу роль відіграють ряд світлин, створених фотографами Маркусом Блісдейлом і Астрід Сел.

### Знімальна група
- Кінорежисер — Ерік Поппе
- Сценарист — Гаральд Розенлев-Еег
- Кінопродюсер — Фінн Еррум, Штейн Квай
- Композитор —Арманд Амар
- Кінооператор — Джон Крістіан Розенлунд
- Кіномонтаж — Софія Ліндгрен
- Художник-постановник — Елеонор Вуд
- Артдиректор — Майкл Мойніган, Азіз Рафік
- Художник-костюмер — Джудіт Вільямс
- Підбір акторів —Салах Бенчегра, Морін Г'юджес[5]

## Сприйняття

### Критика
Фільм отримав переважно схвальні відгуки. На сайті Rotten Tomatoes оцінка стрічки становить 70 % на основі 54 відгуки від критиків (середня оцінка 6,0/10) і 65 % від глядачів із середньою оцінкою 3,6/5 (1 880 голосів). Фільму зарахований «стиглий помідор» від кінокритиків та «попкорн» від глядачів, Internet Movie Database — 7,1/10 (6 874 голоси), Metacritic — 57/100 (22 відгуки критиків).

### Номінації та нагороди
| Нагороди та номінації фільму «Тисячу разів на добраніч» | Нагороди та номінації фільму «Тисячу разів на добраніч» | Нагороди та номінації фільму «Тисячу разів на добраніч» | Нагороди та номінації фільму «Тисячу разів на добраніч» | Нагороди та номінації фільму «Тисячу разів на добраніч» | Нагороди та номінації фільму «Тисячу разів на добраніч» |
| Рік                                                     | Кінофестиваль/кінопремія                                | Категорія/нагорода                                      | Номінант                                                | Результат                                               |                                                         |
| ------------------------------------------------------- | ------------------------------------------------------- | ------------------------------------------------------- | ------------------------------------------------------- | ------------------------------------------------------- | ------------------------------------------------------- |
| 2013                                                    | Міжнародний кінофестиваль у Чикаго                      | Найкращий фільм                                         | Ерік Поппе                                              | Перемога                                                |                                                         |
| 2013                                                    | Монреальський кінофестиваль                             | Приз екуменічного журі: особлива згадка                 | Ерік Поппе                                              | Перемога                                                |                                                         |
| 2013                                                    | Монреальський кінофестиваль                             | Спеціальний Гран-прі журі                               | Ерік Поппе                                              | Перемога                                                |                                                         |
| 2013                                                    | Монреальський кінофестиваль                             | Гран-прі «Великий приз Америк»                          | Ерік Поппе                                              | Перемога                                                |                                                         |
| 2013                                                    | «Темні ночі»                                            | Гран-прі                                                | Ерік Поппе                                              | Номінація                                               |                                                         |
| 2014                                                    | Міжнародний кінофестиваль у Сіетлі                      | Найкраща акторка                                        | Жульєт Бінош                                            | Номінація                                               |                                                         |
| 2014                                                    | «Косморама»                                             | Найкраща акторка в головній ролі                        | Жульєт Бінош                                            | Номінація                                               |                                                         |
| 2014                                                    | «Косморама»                                             | Найкращий актор в головній ролі                         | Ніколай Костер-Валдау                                   | Номінація                                               |                                                         |
| 2014                                                    | «Косморама»                                             | Найкращий режисер                                       | Ерік Поппе                                              | Номінація                                               |                                                         |
| 2014                                                    | «Косморама»                                             | Найкращий оригінальний сценарій                         | Фінн Еррум, Штейн Квай                                  | Номінація                                               |                                                         |
| 2014                                                    | «Косморама»                                             | Найкраща робота оператора                               | Джон Крістіан Розенлунд                                 | Номінація                                               |                                                         |
| 2014                                                    | «Аманда»                                                | Найкращий фільм                                         | Ерік Поппе, Штейн Квай                                  | Перемога                                                |                                                         |
| 2014                                                    | «Аманда»                                                | Найкраща операторська робота                            | Джон Крістіан Розенлунд                                 | Перемога                                                |                                                         |
| 2014                                                    | «Аманда»                                                | Найкраща музика                                         | Арманд Амар                                             | Перемога                                                |                                                         |
| 2014                                                    | «Аманда»                                                | Найкращий режисер                                       | Ерік Поппе                                              | Номінація                                               |                                                         |
| 2014                                                    | «Аманда»                                                | Найкраща акторка у головній ролі                        | Жульєт Бінош                                            | Номінація                                               |                                                         |
| 2014                                                    | «Аманда»                                                | Найкраща жіноча роль другого плану                      | Лорін Кенні                                             | Номінація                                               |                                                         |
| 2014                                                    | «Аманда»                                                | Найкращий монтаж                                        | Софія Ліндгрен                                          | Номінація                                               |                                                         |